# Sierra de Codés
La sierra de Codés (en euskera Kodesko mendilerroa) es una continuación de todo el conjunto orográfico de la sierra de Cantabria. Esta próxima aunque ya bastante separada de la subdivisión sin topónimo de la sierra de Cantabria. Entre ambas hay una zona de transición donde la disminución de alturas es inferior a los 1000 metros.
Separa el valle de Campezo, al norte, del valle de Aguilar y la depresión del Ebro, al sur.
Engloba todas las montañas y peñas que se extienden hasta Dos Hermanas, en Piedramillera; es decir, Chiquita, Ochanda, Humada, Yoar (1421 m), San Cristóbal, Punta Redonda, Costalera (1222 m) y Gallet (1191 m). También hay unas peñas con forma de sierra denominadas Los Penitentes.
Geológicamente es una falla que dejó sepultada bajo las arcillas y areniscas la continuación hacia el sur y levantado el área septentrional. El paisaje lo cierra por el norte un circo de paredes calizas del Cretácico Superior.
La altura máxima es el pico Yoar, de 1421 m.
La vertiente norteña orientada hacia Campezo de Álava es húmeda y boscosa. La vertiente sur es soleada y mediterránea, con predominio de carrascas, robles y encinas. Es un espacio geográfico que cuenta con muchos atractivos naturales.